# Stati membri della Confederazione germanica

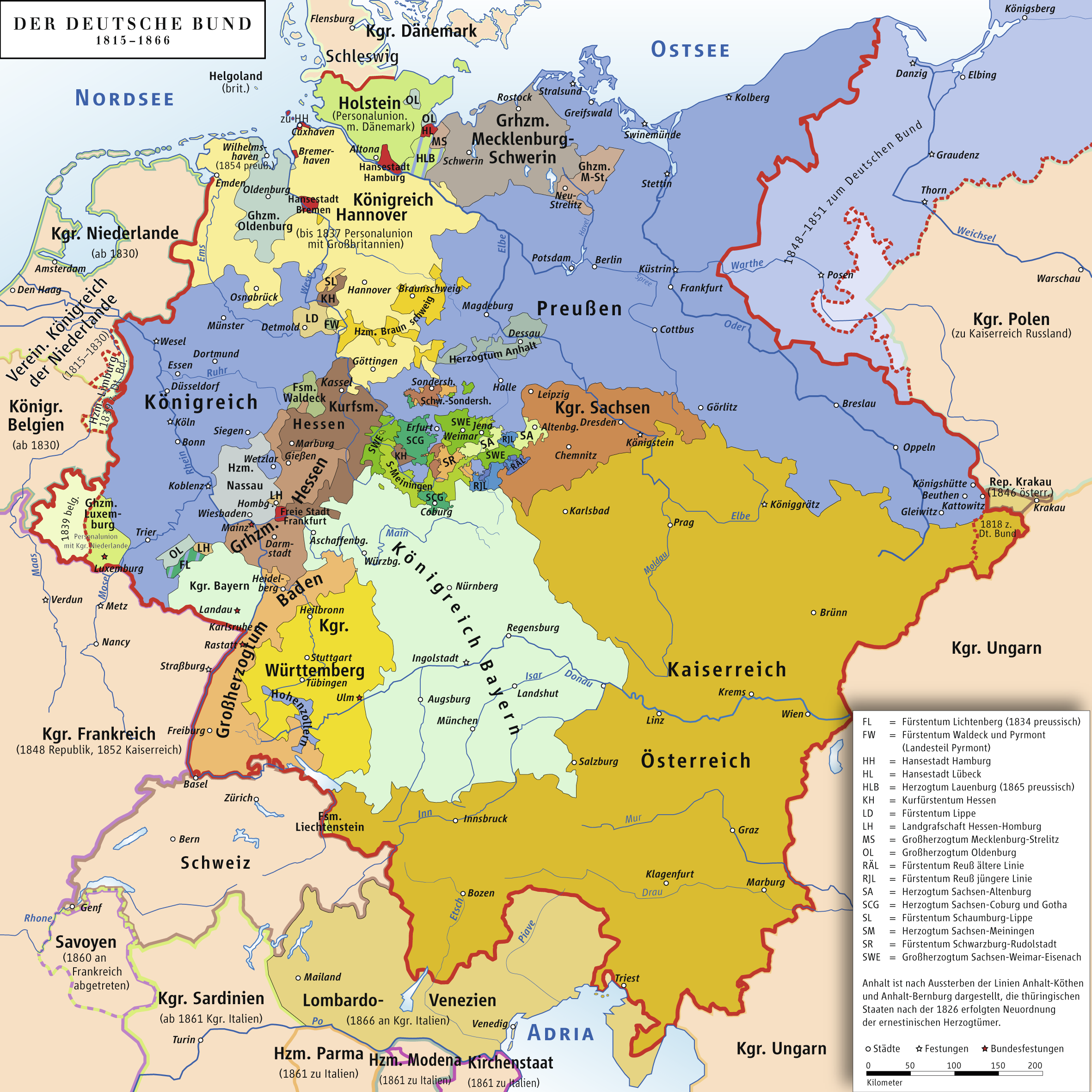
Mappa della Confederazione germanica

La Confederazione germanica (Deutscher Bund) fu costituita nel 1815 nel corso del Congresso di Vienna, sancendo la sostanziale configurazione tedesca dei successivi cinquant'anni come confederazione di 38 stati (34 principati e 4 città libere) che sopravvisse fino al 1866. L'Austria e la Prussia ne facevano parte solo per alcune porzioni di territorio già appartenenti al Sacro Romano Impero (ne erano quindi esclusi Galizia, Ungheria, Transilvania, Bucovina, Dalmazia, Croazia, Lombardo-Veneto, Posnania, Prussia occidentale e Prussia orientale).

## Descrizione
Ogni stato aveva un proprio sistema di governo: Austria, Prussia, Oldenburg, Hohenzollern e Reuss erano assoluti; Holstein, Meclemburgo e, fino al 1830, anche l'Hannover erano su base dietale; erano costituzionali invece Assia-Darmstadt, Nassau, Waldeck, Liechtenstein, Schwarzburg, Sassonia-Weimar, Sassonia-Gotha, Sassonia-Saalfeld, Sassonia-Meiningen, Sassonia Hildburghausen, Lussemburgo, Baviera, Baden e Württemberg e dal 1830 anche l'Hannover, Lippe, Schaumburg-Lippe, Brunswick, Assia elettorale, Sassonia-Altenburg, Hohenzollern, Schwarzburg-Sondershausen, Sassonia. Infine ebbero governi municipali le città libere di Amburgo, Lubecca, Brema, Francoforte.
1. Impero austriaco (senza Galizia, Ungheria, Transilvania, Bucovina, Dalmazia, Croazia, Lombardo-Veneto)
2. Regno di Prussia [Preussen], km² 225.000 (senza le province di Posnania, Prussia occidentale e Prussia orientale), in unione con il principato svizzero di Neuchâtel fino al 1851
3. Regno di Baviera [Bayern], km² 75.996; con l'exclave del Palatinato
4. Regno di Sassonia [Sachsen], km² 14.986
5. Regno di Hannover (unito personalmente alla Gran Bretagna fino al 1837), km² 38.584
6. Regno di Württemberg, km² 19.517
7. Elettorato d'Assia [Hessen], km² 12.146
8. Granducato d'Assia [Hessen-Darmstadt], km² 7.693
9. Granducato di Baden, km² 15.080
10. Granducato di Lussemburgo [Luxemburg] e Limburgo, km² 4.700; (unito personalmente ai Paesi Bassi fino al 1839)
11. Granducato di Meclemburgo-Schwerin [Mecklenburg-Schwerin], km² 13.126
12. Granducato di Meclemburgo-Strelitz [Mecklenburg-Strelitz], km² 2.929
13. Granducato di Sassonia-Weimar-Eisenach, km² 3.610
14. Ducato di Oldenburg (formalmente Granducato, titolo usato solo dal 1829), km² 6.427
15. Ducato di Holstein (e Lauenburg, dal 1848), km² (unito personalmente alla Danimarca fino al 1866)
16. Ducato di Nassau, km² 4.708
17. Ducato di Braunschweig-Lüneburg, km² 3.672; (fino al 1820 sotto la reggenza del re di Gran Bretagna e di Hannover)
18. Ducato di Sassonia-Gotha-Altenburg (fino al 1825, poi suddivisto tra gli altri ducati sassoni)
19. Ducato di Sassonia-Coburgo-Saalfeld, km² 561; (Sassonia-Coburgo-Gotha dal 1826)
20. Ducato di Sassonia-Meiningen (dal 1826 acquista Hildburghausen e Saalfeld)
21. Ducato di Sassonia-Hildburghausen (diviene Sassonia-Altenburg dal 1826)
22. Ducato di Anhalt-Dessau (Ducato di Anhalt dal 1863, assimilando gli altri ducati)
23. Ducato di Anhalt-Bernburg (fino al 1863)
24. Ducato di Anhalt-Köthen (fino al 1847, poi alla linea di Dessau)
25. Principato di Hohenzollern-Hechingen (fino al 1850, cedendo la sovranità alla Prussia)
26. Principato di Hohenzollern-Sigmaringen (fino al 1850, cedendo la sovranità alla Prussia)
27. Principato di Liechtenstein, km² 160
28. Principato di Lippe, km² 1.215
29. Principato di Reuß-Greiz (o Reuß linea primogenita), km² 316
30. Principato di Reuß-Gera (o Reuß linea cadetta), km² 826
31. Principato di Schaumburg-Lippe, km² 340
32. Principato di Schwarzburg-Rudolstadt, km² 941
33. Principato di Schwarzburg-Sondershausen, km² 862
34. Principato di Waldeck-Pyrmont, km² 1.055
35. Città libera di Lubecca [Lübeck], km² 298
36. Città libera di Francoforte [Frankfurt am Main]
37. Città libera di Brema [Bremen], km² 257
38. Città libera di Amburgo [Hamburg], km² 415

Più tardi vennero ammessi:
1. Signoria di Knyphausen e Varel (dal 1825 al 1845)[senza fonte]
2. Ducato di Limburgo [Limburg] (dal 1839)
3. Langraviato di Assia-Homburg (dal 1817)